# Phytomyza duplex
Phytomyza duplex este o specie de muște din genul Phytomyza, familia Agromyzidae, descrisă de Spencer în anul 1986.
Este endemică în Tennessee. Conform Catalogue of Life specia Phytomyza duplex nu are subspecii cunoscute.